# Боян Медникаров
Боян Кирилов Медникаров е български офицер, флотилен адмирал (бригаден генерал), професор, доктор на военните науки и началник на Висшето военноморско училище „Н. Вапцаров“ (ВВМУ) в гр. Варна, България, до 8 октомври 2024 г.

## Биография
Роден е на 8 октомври 1961 г. във Варна в семейството на капитан I ранг доц. Кирил Медникаров. Завършва Втора математическа гимназия „Д-р Петър Берон“ в гр. Варна през 1979 г. със златен медал. Завършва Висшето военноморско училище „Никола Йонков Вапцаров“ (ВВМУ) във Варна през 1984 г. като магистър по специалността „Корабоводител за ВМС“ и като първенец на випуска. Започва службата си в Бригада леки сили в Созопол като командир на бойна част на ракетен катер. Впоследствие преминава през длъжностите помощник-командир и командир на кораб, командир на тактическа група кораби, началник на щаба на дивизион кораби. През 1992 г. завършва Военноморската академия „Адмирал Кузнецов“ в Санкт Петербург със златен медал. От 1994 до 1995 г. е старши помощник-началник по ударните сили на Оперативния отдел в Щаба на Военноморските сили (ВМС) на България във Варна. Между 1995 и 2000 г. е заместник-началник на катедра „Оперативно-тактическа“ на Центъра за следдипломна квалификация (ЦСДК) и директор на департамент „Командно-щабен“ на ВВМУ. През 1999 г. получава ОНС „доктор“, а от 2000 г. е доцент по организация и управление на въоръжените сили. Ръководи създаването на първата българска магистърска програма за обучение на военноморски офицери на оперативно-тактическо ниво. През 2001 г. е първи началник на катедра „Военноморски сили“ във Военната академия „Георги Стойков Раковски“ в София.
През 2006 г. завършва магистратура „Стратегическо ръководство на отбраната и въоръжените сили“ във Военната академия като първенец на випуска. През 2008 г. става доктор на науките (д.в.н.), а от 2009 г. е професор (проф. д.в.н.) по научната специалност „Военнополитически аспекти на сигурността“.
В периода 2001 – 2011 г. е заместник-началник по учебната и научната част, а от 27 май 2011 г. е началник на Висшето военноморско училище във Варна. С указ № 68 от 22 март 2016 г. е преназначен на длъжността началник и удостоен с висше офицерско звание комодор, считано от 1 април 2016 г.
Във връзка с преименуването на званието комодор във флотилен адмирал, с указ от 9 януари 2017 г. е удостоен с висше офицерско звание флотилен адмирал.
През 2017 г. участва в създаването на първата българска образователна програма  с участието на  Медицински университет “Проф. д-р Параскев Стоянов” – Варна, Военномедицинска академия – София и Висшето военноморско училище „Н. Й. Вапцаров” (ВВМУ) за обучение по специалност „Военен лекар“ („Медицина“ за образователно-квалификационна степен „магистър“ и „Организация и управление на военни формирования на тактическо ниво“ с образователно-квалификационна степен „бакалавър).
От 2005 до 2008 г. е член на Специализирания научен съвет по военните науки, а през 2008 – 2009 г. е негов заместник-председател. В периода 2009 – 2011 г. е член на Президиума на Висшата атестационна комисия.
Бил е председател на Съюз на учените, Варна от 2009 до 2017 г., а през 2009 – 2012 г. – член на Управителния съвет на Съюза на учените в България.
От 2011 до 2017 г. е член на Изпълнителния борд на Международната асоциация на морските университети (IAMU), а от 2012 г. е вицепрезидент на Асоциацията на морските образователни институции в Черноморския регион (BSAMI).·
От 2016 до 2019 г. проф. д.в.н. флотилен адмирал Боян Медникаров е член на Контролния съвет на Българската национална асоциация по корабостроене и кораборемонт. От 2019 до 2024 г. е член на Управителния съвет на Морска камера – Варна. От 2023 до 2024 г. е председател на Управителния съвет на Морското научно общество.
Участва в 31-вата, 32-рата и 33-тата Българска антарктическа експедиция. В началото на 2023 г. под неговия флаг за първи път в българската военноморска история военнният научно-изследователски кораб „Св.св. Кирил и Методий“ преминава през Пролива на Дрейк, плава в Южния океан и достига до остров Ливингстън. На негово име е именуван Медникаров връх (Mednikarov Peak) с координати 69°04'22.0" ю.ш. 70°45'42.6" з.д. – покрит с лед връх с височина 3007 м от западната страна на планината Руан в северната част на о. Александър, Антарктида.
Награждаван е с Поименно лично оръжие карабина от министъра на отбраната и от началника на отбраната; кортик на ВМС; кортик на офицер от медицинската служба; копие на сабята на Г. С. Раковски; награден знак „За вярна служба под знамената“ – I степен; награден знак „За вярна служба под знамената“ – II степен; почетен знак на Министерството на отбраната „Свети Георги“ – I степен; почетен знак на Министерството на отбраната „Свети Георги“ – II степен; награден знак „За отлична служба“ – I степен; награден знак „За достойна служба“ – I вариант; възпоменателен медал „Васил Левски - 150 години безсмъртие“; награден знак „20 години България в НАТО“; орден „Свети апостол Андрей Първозвани“ на Варненска и Великопреславска епархия; награден знак на Министъра на отбраната на Украйна „Почетен кръст“, орден „За морски заслуги“ на Р. Франция. През октомври 2024 г. е награден с орден „Св. св. Кирил и Методий“ огърлие. През март 2025 г. е награден с Рицарски кръст на Ордена за заслуги на Република Полша.
Носител е на наградата „Варна“ за наука за 2008 г. в областта на обществените науки. Бил е ръководител, заместник-ръководител и участник в научни колективи, носители на награда „ВАРНА“ в областта на техническите и обществените науки през 2009, 2012, 2013, 2014, 2015, 2017, 2022, 2023 и 2024 г.
Творческият колектив под ръководството на флотилен адмирал проф. д.в.н. Боян Медникаров получава през 2023 г. колективна награда за успешното изпълнение на проекта „Научноизследователски кораб „Св. св. Кирил и Методий“ – научна платформа за изследване на световния океан“.,
Носител е на наградата на Българската морска камера „Свети Никола“ за 2014 г. и 2023 г. за личен принос в развитието на морската наука и образование.
Удостоен с почетен знак „За заслуги към Варна“ – златен през 2016 г. за цялостен принос за развитието на морското образование и наука. Носител е на наградата на Комисията за опазване на Черно море от замърсяване Black Sea Medal Awards за 2016 г. за дългогодишна работа в областта на опазване и подобряване на околната среда на Черно море. Носител на Почетния знак на Полската военноморска академия, гр. Гдиня. Награден е с почетна статуетка от Съюза на учените, Варна.
На 15.08.2021 г. е удостоен със званието „Почетен гражданин на Варна“ за изключителен принос и заслуги за развитието на българското военноморско и морско образование.
Ръководител на научен колектив, спечелил наградата „Питагор“ през 2021 г. в категорията „Научен колектив с успешна експлоатация и трансфер на научни резултати в полза на индустрията и/или обществото“.
Носител на годишната награда на Фондация Българска памет за 2023 г. за високи обществени заслуги и изключителен принос за развитието на българското военноморско образование.
На 22.01.2025 г. е удостоен с наградата "България си ти" на едноименното национално сдружение за голям  принос във военните науки.
Носител на награда за лидерство в морското образование на АМЕТ University, Chennai, India и Dr. J. RAMACHANDRAN MARITIME FOUNDATION за 2025 година.
Почетен професор на Военноморската академия „Мирча чел Батран“, Констанца, Румъния. Почетен професор на NATO DEEP eAcademy.
На 18 септември 2017 г. получава почетното звание „доктор хонорис кауза“ на Висшето транспортно училище „Тодор Каблешков“. На 2 декември 2023 г. е удостоен с почетното звание „доктор хонорис кауза“ на Медицински университет „Проф. д-р Параскев Стоянов“ – Варна.
С указ на Президента № 212 е освободен от длъжността началник на ВВМУ „Н. Й. Вапцаров“ и от военна служба, считано от 8 октомври 2024 г. Продължава работата си като професор в катедра „Национална сигурност“ на училището.
Бил е научен ръководител на осем успешно защитили докторанти. Автор е на повече от 255 научни публикации, участвал е в написването на 20 учебника и учебни пособия.

## Военни звания
- Лейтенант (1984)
- Старши лейтенант (1987)
- Капитан-лейтенант (1991)
- Капитан III ранг (1996)
- Капитан II ранг (2000)
- Капитан I ранг (2003)
- Комодор (1 април 2016), от 9 януари 2017 г. преименуван на флотилен адмирал